# Liciniergrab

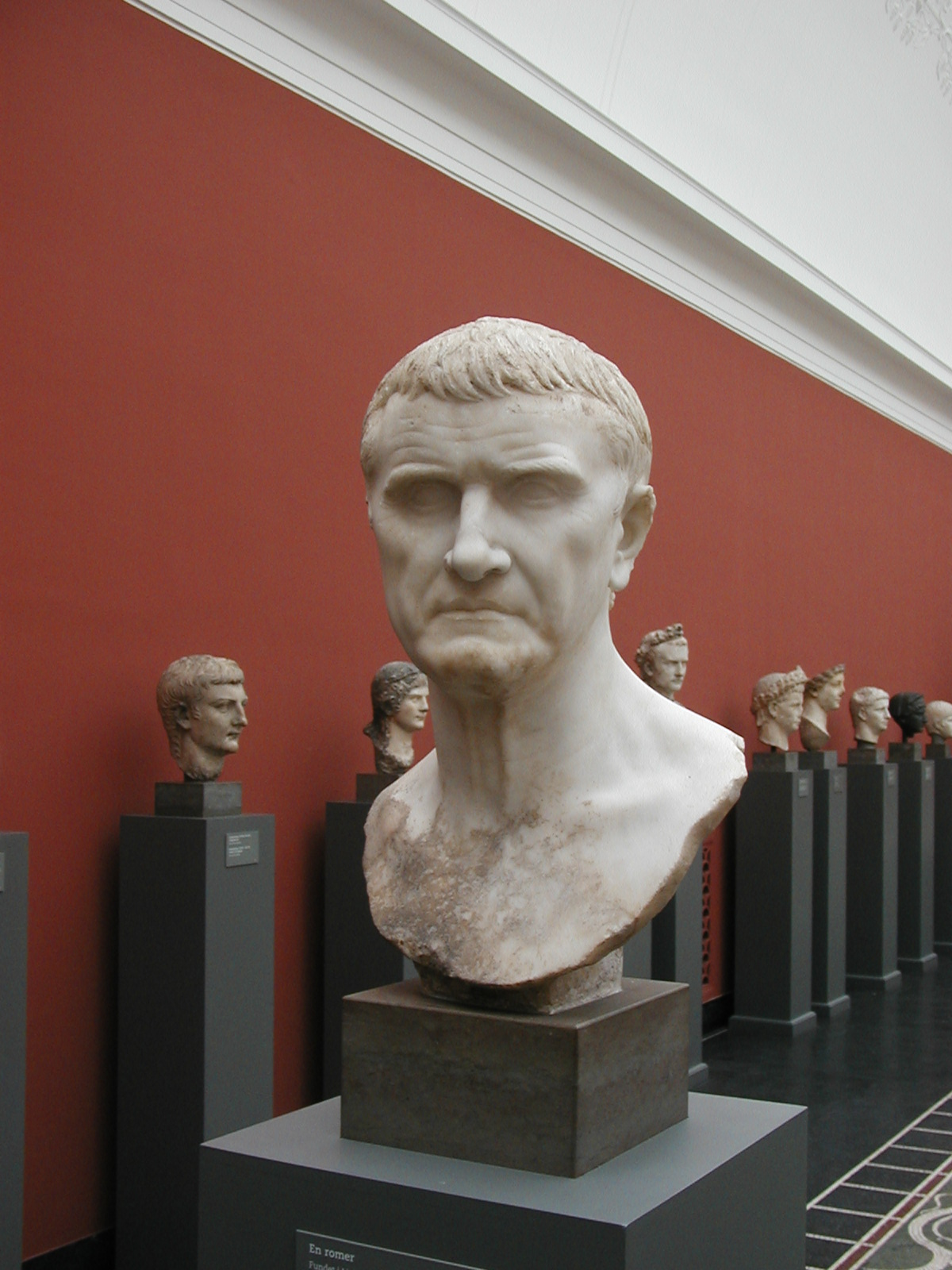
Porträtkopf, wahrscheinlich Marcus Licinius Crassus aus dem Liciniergrab, Kopenhagen, Ny Carlsberg Glyptotek

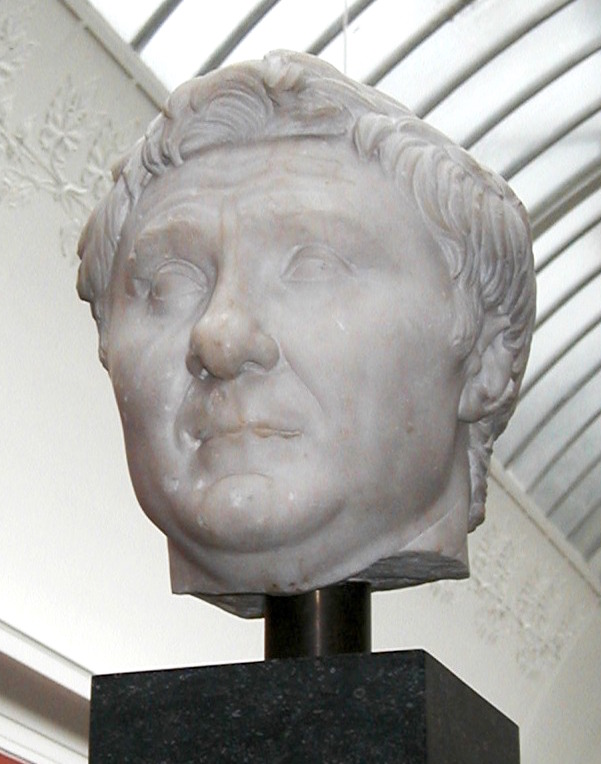
Porträtkopf des Pompeius aus dem Liciniergrab, Kopenhagen, Ny Carlsberg Glyptotek

Als Liciniergrab wird in der Klassischen Archäologie das Familiengrab eines Zweigs des römischen Geschlechts der Licinier bezeichnet, das in den Jahren 1885/1886 an der Porta Salaria in Rom aufgefunden wurde. Die genauen Fundumstände sind unklar, zumal die vermutlichen Funde aus dem Grab durch Diebstahl und den Antikenhandel zerstreut wurden. Insgesamt gab es wohl drei Grabkammern, in denen Sarkophage, Grabaltäre und rundplastische Porträtköpfe gefunden wurden. Ob aber alle Funde tatsächlich einem einzigen Grab der Licinier zugehörten, ist fraglich.
Nach Ausweis der Inschriften auf den Grabaltären wurde die Grabanlage von der Mitte des 1. Jahrhunderts n. Chr. bis zur zweiten Hälfte des 2. Jahrhunderts von den Licinii Crassi verwendet, die zu dieser Zeit wie schon im letzten Jahrhundert der Republik zu den führenden Geschlechtern der römischen Aristokratie gehörten. Die erste datierbare Beisetzung war die des Marcus Licinius Crassus Frugi (Konsul 27 n. Chr., † 47 n. Chr.), die letzte die des Gaius Calpurnius Crassus Frugi Licinianus († in hadrianischer Zeit). Unter den im Grab Bestatteten war auch Lucius Calpurnius Piso Frugi Licinianus, der kurzzeitige designierte Thronfolger des Kaisers Galba und Sohn des Konsuls von 27 n. Chr. In einer Altarinschrift wird auch eine hier bestattete Patrizierin mit Namen Licinia Cornelia Volusia Torquata genannt.
Bei den im Grab gefundenen Sarkophagen, die dem späteren 2. Jahrhundert zuzuordnen sind, ist unklar, ob sie für Licinii Crassi bestimmt waren oder das Grab an eine andere Familie übergegangen ist.
Bedeutend ist das Liciniergrab vor allem durch die dort gefundenen Porträtköpfe, von denen einige sich berühmten Vorfahren der kaiserzeitlichen Licinier zuweisen lassen, neben dem Triumvirn Marcus Licinius Crassus auch dessen Triumviratskollegen Gnaeus Pompeius Magnus. 13 Porträtköpfe befinden sich jetzt in der Ny Carlsberg Glyptotek, Kopenhagen, einige der Sarkophage im Walters Art Museum in Baltimore.